# Doupov
Doupov (Duppau in tedesco) era una città del distretto di Kadaň in Boemia nordoccidentale sui monti Doupov. Fu abbandonata nel 1953 in seguito alla fondazione dell'area di addestramento militare di Hradiště. Vestigia degli edifici cittadini esistevano ancora nella seconda metà degli anni 1960. Il territorio di Doupov, non più esistente, includeva parte delle seguenti comunità odierne: Bražec u Hradiště, Doupov u Hradiště, Radošov u Hradiště, Tureč u Hradiště, Žďár u Hradiště. Prima della soppressione confinava con Oleška, Prachomety, Řednice, Trmová, Víska e Zakšov. La città si sviluppava alla confluenza tra il torrente Pustý e il fiume Liboc; nel territorio scorreva anche il torrente Luční.

## Origini del nome
Il toponimo ceco originario Dúpov deriva dal termine ceco antico dúpa che significa «cavità». In fonti storiche appare nelle seguenti forme: de Tuppowe (1281), de Dupow (1289), de Tupaw (1359), in Tuppa (1361), in Tupaw (1364), in Tuppaw (1367), Dupow (1369), de Dupouza (1384), de Dupowa (1402), de Dupaw (1403), de Dupow (1470), z Dupowa (1470), z Daupova (1503), na Doupově (1512), z Daupowa (1541), zu Tuppau (1600), Toppau (1631), Duppau, Tuppau, Daupow, Dupow (1847).

## Storia

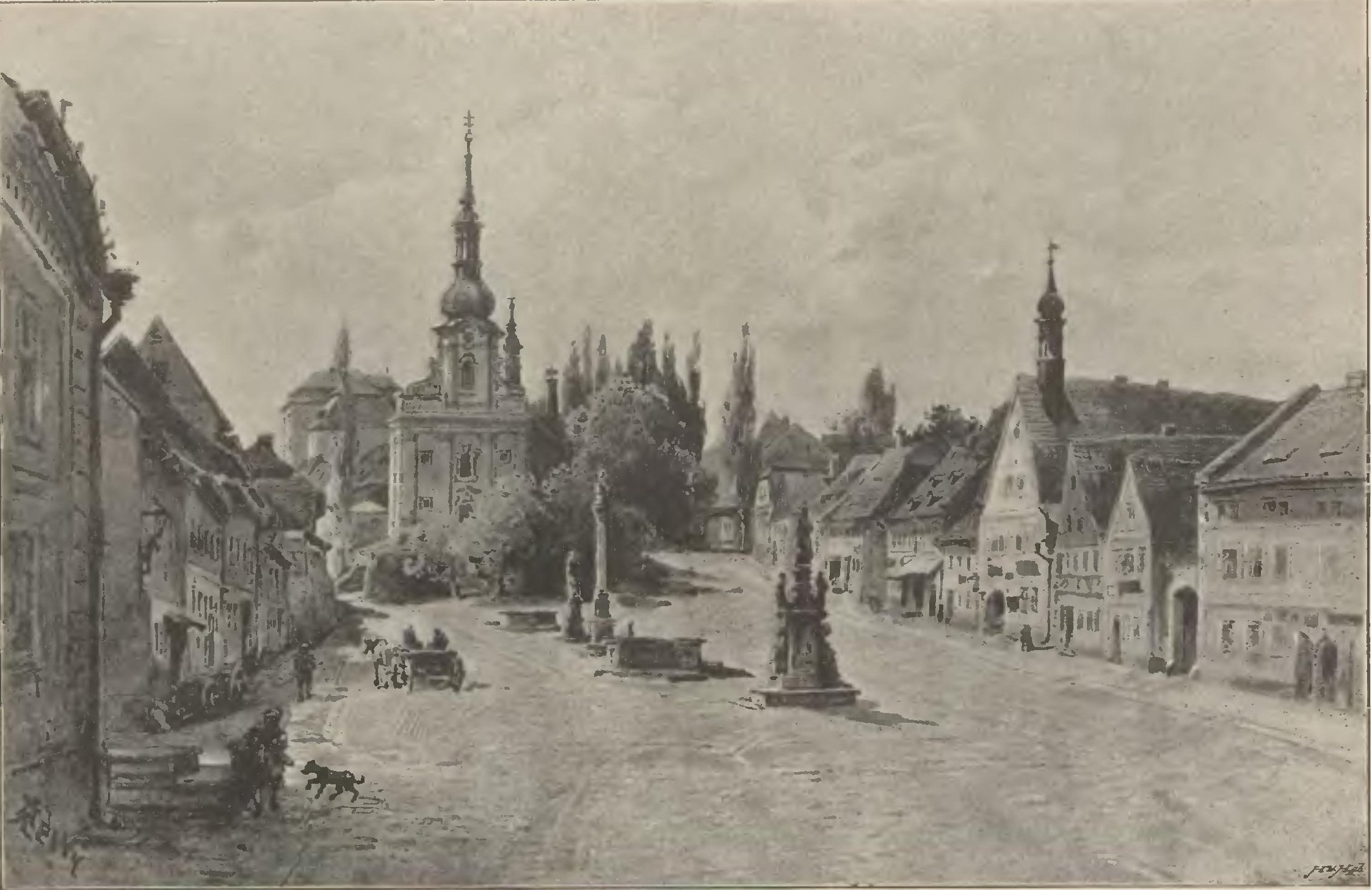
Piazza di Doupov (Lewý 1896)

La prima menzione della località è datata 1012. Al XIII secolo risalgono le prime notizie certe sulla famiglia Doupovec di Doupov (Benessius de Tuppowe), che edificò la cittadina presso la propria roccaforte in prossimità delle rotte commerciali. Nel 1421 Doupov fu preda di una campagna crociata. Gli abitanti si arresero in cambio della promessa che fosse loro risparmiata la vita; i crociati però infransero la promessa con il pretesto che la parola data agli eretici non vincola i cristiani, e ne uccisero la maggioranza. Il castello teatro della battaglia si trovava probabilmente sul monte Hradiště.
In tempi più recenti descrisse Doupov lo scrittore Bedřich Bernau nella guida storico-geografica Čechy di Jan Otto (edita nel 1896). La città si componeva all'epoca di 261 abitazioni e contava circa 1.600 abitanti. Sul margine superiore della piazza si affacciava il municipio con la data 1576 e lo stemma cittadino. Ancora più in alto si ergeva la parrocchiale barocca dell'Assunzione di Maria, ricostruita nel 1745. Tra gli altri luoghi d'interesse v'erano il palazzo erede del castello del XIII secolo e l'ex collegio degli scolopi, un grande edificio quadrangolare con annessa la chiesa di sant'Elisabetta. Eretto in origine dai gesuiti, all'epoca della visita dello scrittore fungeva da scuola calzaturiera. Del monastero restava anche una libreria con 1.500 volumi. Bernau ricorda anche l'edificio più antico - la chiesetta di san Wolfango al limite settentrionale, sulla strada per Kadaň - e il suo resoconto si conclude con l'affermazione che la cittadina ha carattere molto povero: dell'antica gloria (nel XVI secolo i locali mercanti di stoffe erano al sesto posto per importanza nel paese) restava assai poco e ormai la popolazione non viveva che d'artigianato comune e d'agricoltura non troppo redditizia. Sfuggono stranamente a Bernau gli altri monumenti della piazza: ad esempio la colonna della Vergine Maria, le statue di sant'Antonio da Padova, di san Giovanni Nepomuceno e di san Rocco del XVIII secolo; il libro però ne mostra almeno alcuni nelle illustrazioni di Antonín Lewý.

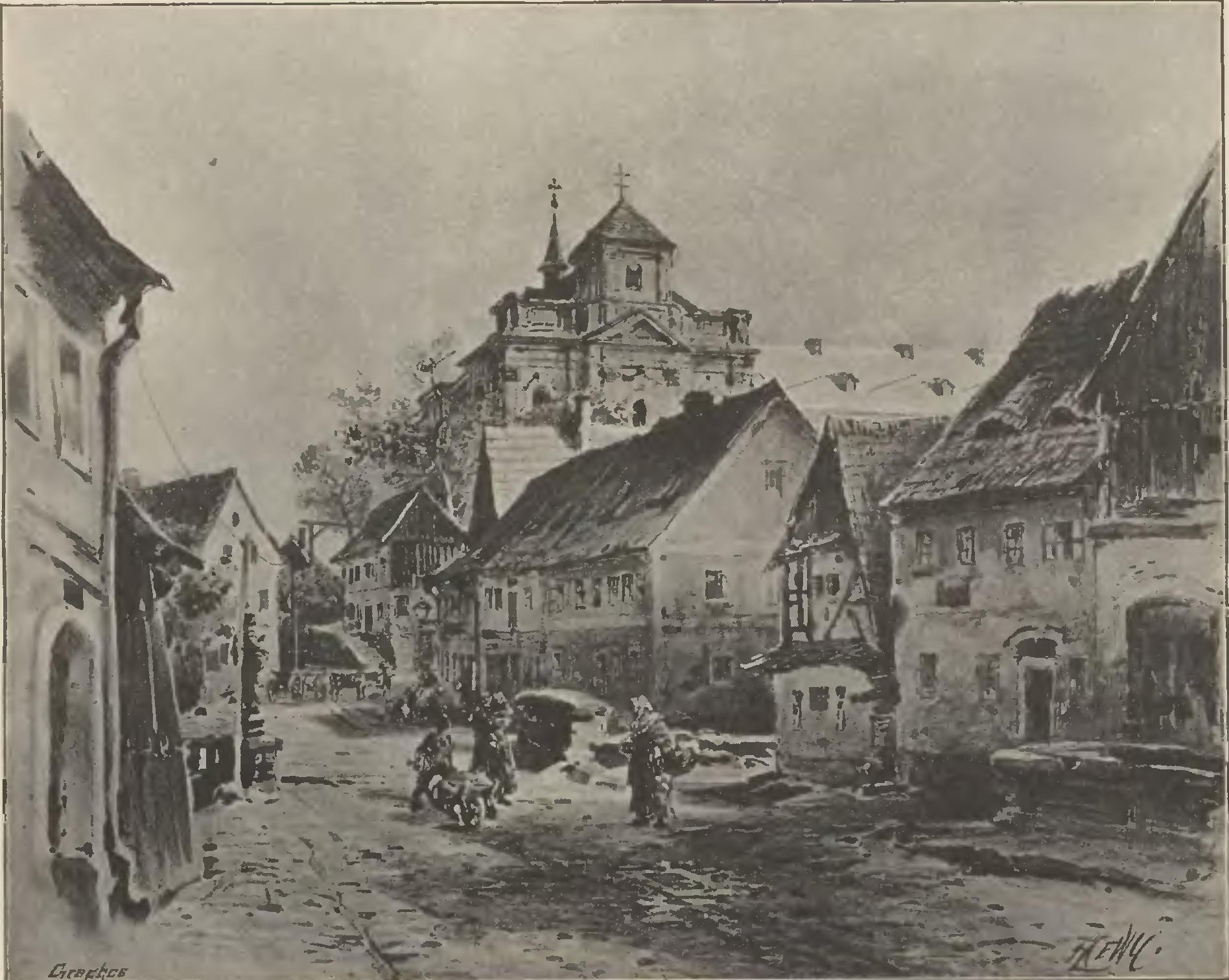
Chiesa conventuale (Lewý 1896)

Nella topografia di Batovec del 1907 Doupov è indicata all'altitudine di 578 m s.l.m., con un'estensione di 7,09 km², 267 abitazioni e 1.621 abitanti, dei quali 1.606 tedeschi; quanto alla religione, erano tutti cattolici a parte 8 protestanti e 21 ebrei. Amministrativamente la città apparteneva al distretto governativo di Kadaň, mentre il distretto giudiziario era sul posto. Vi avevano sede il consiglio distrettuale, la corte distrettuale, l'ufficio tributario, la parrocchiale cattolica, la chiesa sussidiaria e l'ordine delle suore di carità della Santa Croce. Inoltre la città possedeva una scuola con quattro classi, una scuola avanzata industriale, un liceo inferiore arcivescovile con convitto studentesco, una stazione postale e telegrafica, una stazione ferroviaria, un notaio, una farmacia, un ufficio medico e veterinario, un'assicurazione sanitaria, una stazione anseatica, una mensa, tre stazioni di polizia, una cassa di risparmio, vigili del fuoco, un mulino, un latifondo e un castello (Doupov e Zakšov) con grande proprietà allodiale su una superficie di 1.563 ettari del conte Kurt von Zedtwitz.
Nel 1930 la città contava 1.524 abitanti (1.506 tedeschi, 18 boemi) ed era il capolinea ferroviario della società locale Kadaňské místní dráhy di Vilémov. 

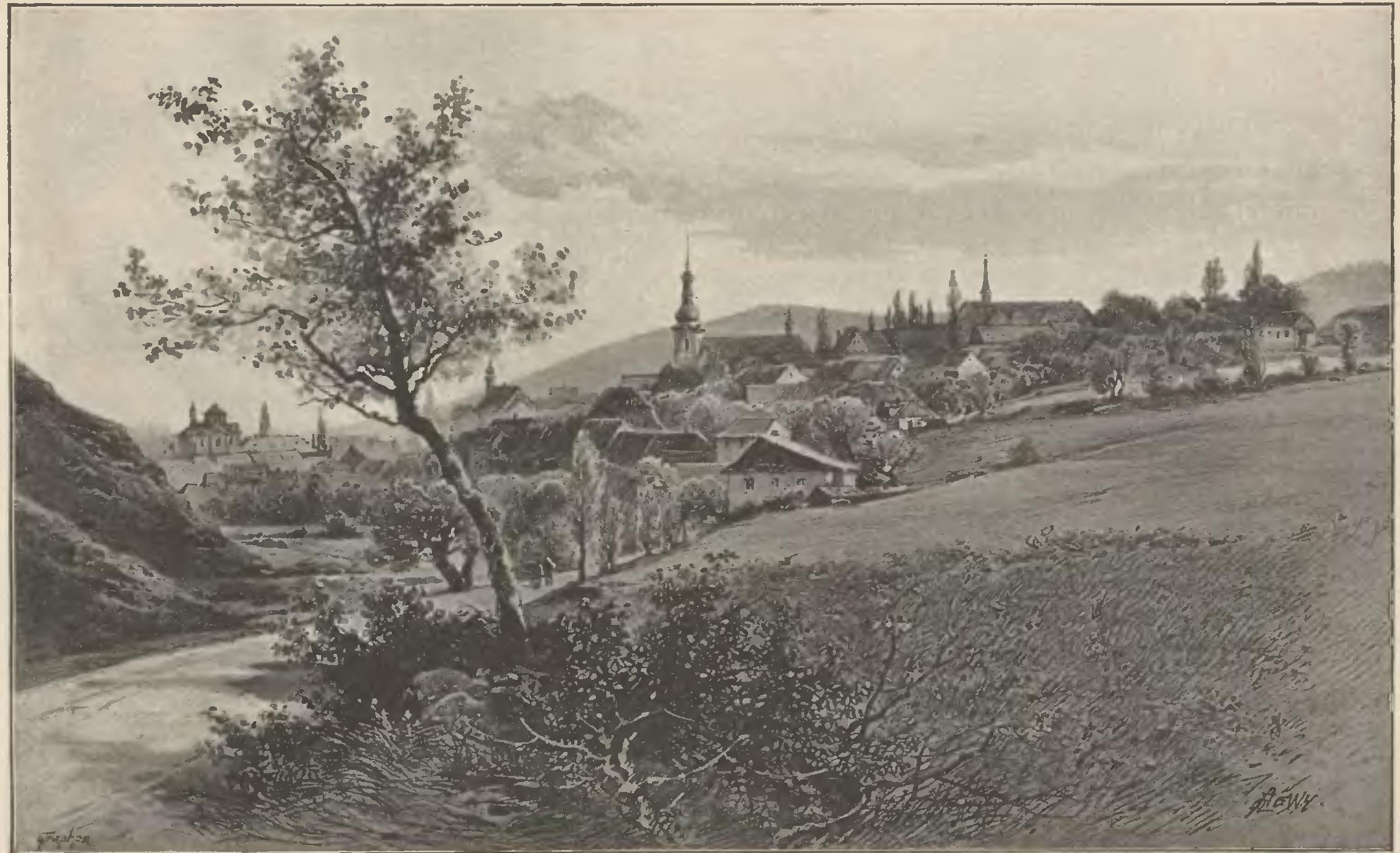
Panorama (Lewý 1896)

Tra la fine di maggio e i primi di giugno 1945 nel seminterrato del liceo, dopo feroci torture, furono fucilati o comunque uccisi quaranta tedeschi (il nome di venti dei quali, ad esempio dei membri del corpo insegnante, è noto; secondo testimoni diretti le vittime furono però più di quaranta), sepolti - si ritiene - nel campo da gioco scolastico.  Dopo l'espulsione dei tedeschi dalla Cecoslovacchia la popolazione non fu reinsediata e la sua dispersione si concluse con la fondazione dell'area militare Hradiště nel 1953, che significò la soppressione della città e del distretto giudiziario di Doupov.

## Società

### Evoluzione demografica
Nel censimento del 1921 Doupov contava 1.605 abitanti (816 maschi e 789 femmine), tra i quali 7 cecoslovacchi, 26 immigrati e i restanti tedeschi. Eccetto 8 protestanti e 6 ebrei, appartenevano tutti alla Chiesa cattolica. Secondo il censimento del 1930 la città aveva 1.524 abitanti: 30 cecoslovacchi, 1.482 tedeschi, 22 immigrati e 2 d'altre nazionalità. Eccetto 6 ebrei e 3 atei, i restanti erano tutti cattolici.
|             | 1869  | 1880  | 1890  | 1900  | 1910  | 1921  | 1930  | 1950 |
| ----------- | ----- | ----- | ----- | ----- | ----- | ----- | ----- | ---- |
| Popolazione | 1.752 | 1.722 | 1.591 | 1.621 | 1.637 | 1.605 | 1.524 | 588  |
| Abitazioni  | 245   | 260   | 261   | 267   | 276   | 269   | 272   | 272  |

## Cultura

### Cinema
Una parte del film di fantascienza del 1967 Konec srpna v hotelu Ozón fu girata tra le rovine di Doupov.